# Casa de García Obeso

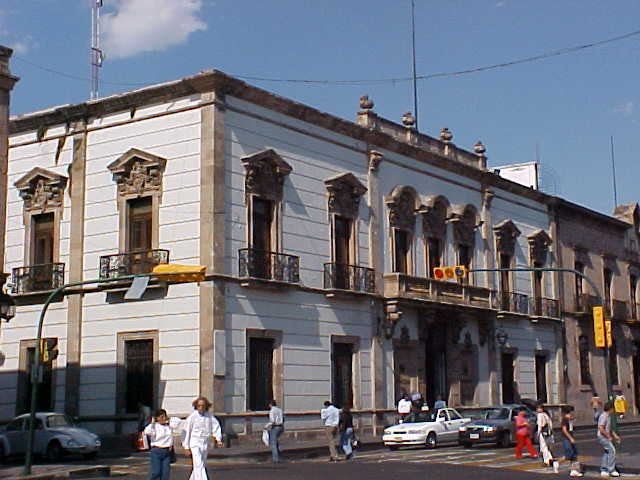

La antigua casa de Gabriel García Obeso (regidor de la ciudad), que actualmente funciona como una sucursal de BBVA Bancomer, fue una espléndida mansión de interior barroco y exterior neoclásico, construida sobre la Antigua Calle Real (actualmente, Avenida Madero Oriente), en el corazón de la ciudad de Valladolid (hoy Morelia). 
Esta casa fue sede de la conspiración independentista de la Nueva España, llevada a cabo en el año de 1809. En ella participaron destacados pensadores criollos como José María García Obeso, Mariano Michelena, Manuel Muñíz, Nicolás Michelena y fray Vicente de Santa María. Estos conspiradores mantenían estrecho contacto con el capitán Ignacio Allende, en San Miguel el Grande. La conspiración fue descubierta y sus participantes, encarcelados o enviados a otras Intendencias del país, esparciendo de esa forma las ideas libertarias.